# 何可及
何可及（1585年—1658年），字允升，號若溪，雲南鹤庆府剑川州民籍，江西泰和县人。明朝政治人物。

## 生平
天資敏慧，苦志篤學。登万历四十三年（1615年）乙卯科雲南乡试举人，四十七年（1619年）己未科進士，刑部觀政，四十八年授河南涉縣知縣，天啓二年（1622年）調臨漳，俱有惠政。天啓四年甲子河南同考，拔周士美於别房黜卷中，薦第一，歸獲玉璽於漳河，進御前，膺重賞。
兩舉卓異，天啓五年四月考选為陕西道御史，疏参广西巡抚董元儒、太仆寺少卿倪应眷，并削夺。巡视西城，管节慎库，差巡七省漕运，兼理河道，有能聲。条上三议：一议剥运以放空船、一议留津以速空船、一议委官以催空船。七年八月与漕司诸臣议于济宁河乾为魏忠贤建表勋祠。寻以殿工加恩，升太仆寺少卿，照旧管事。魏忠贤倒台后，请辞少卿加衔。
崇祯元年（1628年）二月，疏言受抑诸臣：原任天津兵备副使杨廷槐强项不屈，见忤于李明道，遂以门户削夺；原任崇仁县知县崔世召祗以充运辽粮，不餍官旗之欲，捏称未完，崔文昇紏参削夺提问；原任沐阳县知县何大进漕粮业经足数，贪弁横索罗织削职，又行提问，致大进惧祸投缳。旨令分别恤录。寻差巡盐两浙。值海嘯，鹽場漂蕩，以狀聞，蠲免二十餘萬，兼題修海防，商民頼之。歴任九載，題請八十餘疏。
年四十六，去官退居林下，事父及繼母至孝，友愛昆弟，周恤鄉黨，以詩文自娯，當路欽為典型。崇禎六年（1633年）大饑，傾儲作糜賑濟，州民多頼以活。卒年七十四。

## 家族
曾祖何誠。祖父何景楊。父何桂枝。